# Zarbince
Zarbince (en serbe cyrillique : Зарбинце ; en albanais : Zarbinca) est un village de Serbie situé dans la municipalité de Bujanovac, district de Pčinja. En 2002, il comptait 652 habitants, dont 643 Albanais (98,61 %).
En septembre 2011, l'assemblée des députés albanais de Preševo, Bujanovac et Medveđa a incité les Albanais de Serbie à boycotter le recensement prévu pour le mois d'octobre de cette année-là ; de ce fait, aucun chiffre de population n'a été communiqué pour les localités de la municipalité de Bujanovac.

## Démographie
| 1948  | 1953  | 1961  | 1971  | 1981  | 1991 | 2002 |
| ----- | ----- | ----- | ----- | ----- | ---- | ---- |
| 1 244 | 1 354 | 1 342 | 1 433 | 1 232 | 915  | 652  |

|  |